# SAMURAI SPIRITS (2019年のビデオゲーム)
『SAMURAI SPIRITS』（サムライスピリッツ）は、SNKから2019年6月27日に発売されたPlayStation 4・Xbox One用ゲームソフトである。通称『令サム』。
Nintendo Switch版が同年12月12日発売、アーケード版が同年10月24日稼働、同年11月19日にGoogle Stadia版が配信。さらにXbox Series X/S版が2021年3月16日に発売、Steam版が同年6月15日に発売。なお、パッケージ販売はPS4版・Switch版のみとなっている。
SNKの対戦型格闘ゲーム『サムライスピリッツ』シリーズの一作である本作は、2008年に稼働された『サムライスピリッツ閃』以来の11年振りとなる完全新作タイトルとなる。作中時系列としては『サムライスピリッツ零』と『SAMURAI SPIRITS』（第一作）の間に位置し、『零』の1年後のストーリーが展開される。
怒りゲージなどの従来の機能に加え、オフラインプレイでの挙動を学んだAIをアップロードする機能が搭載されるとしている。

## 登場キャラクター
覇王丸（はおうまる）
声：中村大樹
ナコルル
声：中原麻衣
服部半蔵（はっとり はんぞう）
声：西前忠久
ガルフォード
声：駒田航
橘右京（たちばな うきょう）
声：櫻井慎二朗
千両狂死郎（せんりょう きょうしろう）
声：前塚あつし
柳生十兵衛（やぎゅう じゅうべえ）
声：中博史
タムタム
声：森田了介
シャルロット
声：土師亜文
牙神幻十郎（きばがみ げんじゅうろう）
声：コング桑田
アースクェイク
声：利根健太朗
色（しき）
声：森永千才
徳川慶寅（とくがわ よしとら）
声：古川慎
鞍馬夜叉丸（くらま やしゃまる）
声：天﨑滉平
本作で初登場。烏天狗という名前で義賊をしている青年。無実の罪で父を処刑した幕府を憎んでいる。
ダーリィ・ダガー
声：小林ゆう
本作で初登場。のこぎりといった工具を得物とする船大工。
呉瑞香（ウー レイシャン）
声：劉セイラ
本作で初登場。清帝国に仕える風水師で、神獣の召喚を得意とする。
賢明ではあるが、かなりドジな性格をしている。また、あまり外に出ず、運動は苦手。

### DLC追加キャラクター
ダウンロードコンテンツにて追加配信されるキャラクター。基本的には有料だが、緋雨閑丸と公孫離は無料で配信される。
リムルル
声：大野柚布子
2019年8月6日追加配信。
緋雨閑丸（ひさめ しずまる）
声：小市眞琴
2019年9月17日追加配信。
首斬り破沙羅（くびきりばさら）
声：村井雄治
2019年10月15日追加配信。
風間火月（かざま かづき）
声：政木まさき
2019年11月19日追加配信。
王虎（ワンフー）
声：堂坂晃三
2019年12月19日追加配信。
真鏡名ミナ（まじきな ミナ）
声：石川由依
2020年2月27日追加配信。
風間蒼月（かざま そうげつ）
声：長谷川芳明
2020年4月2日追加配信。
いろは
声：ミルノ純
2020年5月14日追加配信。
ウォーデン
声：てらそままさき
2020年6月25日追加配信。『フォーオナー』からのゲストキャラクター。
公孫離（コウソンリ）
声：市ノ瀬加那
2020年8月6日追加配信。『王者栄耀』からのゲストキャラクター。
チャムチャム
声：谷口夢奈
2021年3月16日追加配信。
高嶺響（たかね ひびき）
声：上坂すみれ
2021年4月28日追加配信。『月華の剣士』からのゲストキャラクター。
天草四郎時貞（あまくさしろうときさだ）
声：白川周作
2021年6月15日追加配信。
梅喧（ばいけん）
声：浅野まゆみ
2021年8月19日追加配信。『GUILTY GEAR Xrd REV 2』からのゲストキャラクター。

### ボスキャラクター
静御前（しずかごぜん）
声：上田純子
本作で初登場。CPU専用キャラクターで、2種類の形態を持つ。

## システム

### ゴースト機能
本作では導入されたゴースト機能は、AIがプレイヤーの行動を学んで分身を作り出す機能であり、道場モードからゴーストと対戦できる。
ゴーストは、トレーニングモード以外の対戦モードにおけるプレイヤーの挙動を学習する。また、ゴーストの学習機能はプレイヤーのアカウントと連動しているため、1つのアカウントを複数人で共有していた場合は、オフラインで遊んだ他人の挙動も取り入れる。
自分のゴーストをアップロードできるほか、サーバーから他人のゴーストをダウンロードすることも出来る。ダウンロードしたゴーストは勝ち抜きモード（10人、50人、100人）で対戦することが出来る。

## 開発
『サムライスピリッツ』シリーズ第11作目となる本作の開発はSNKが担当した。
本作は2018年のSNK Investor RelationsのIPO懇親会の場で発表された。
開発チームは、『THE KING OF FIGHTERS XIV』および『SNKヒロインズ Tag Team Frenzy』のスタッフを中心に結成された。
ディレクター兼アートディレクターには黒木信幸が就任し、プロデューサーには『SAMURAI SPIRITS 〜侍魂〜』にもかかわった小田泰之が就任した 。
本作の開発の目的の一つには、多くのファンの要望に応えることと、eスポーツコミュニティ向けの作品を作ることである 。
本作のタイトルを第一作と同じくしたことについて、小田はサブタイトルをつけてシリーズであることを示すと新規プレイヤーが近づきにくいことや、海外展開時に苦労するからであるとイベントの中で述べている。

### システム構築
2019年4月5日に行われたメディア向け発表会にて、小田は本作のコンセプトとして「リブート」を挙げ、一撃必殺重視といった伝統を継承しつつも、システムとグラフィックを強化し、さらには新たにオンラインマッチを取り入れたと話している。
システムは『真SAMURAI SPIRITS 覇王丸地獄変』を基にしつつも、各作品のよいところを織り交ぜる形で構成された。
また、強斬りを一つのボタンで発動できるようにするなど、遊びやすくすることを目的としたシステムのシンプル化がはかられた。
同年5月31日に本作の体験版が配信されたが、体験版を遊んだプレイヤーから入力の遅延を指摘する声が寄せられた。これを受け、小田は6月4日にFacebookを通じて遅延の原因を調査中であると回答した。
その後、対策がとられ、6月27日のPS4・XONE版発売と同時に修正パッチが配信された。

### ゴースト機能の導入
「ゴースト機能」および「道場モード」の導入に携わったSNKの泊久信は、機械学習をおもちゃとして組み込むことで、プレイヤーが機械学習の動作を楽しめると考えたとゲームクリエイターズカンファレンス’19にて話している。
また、黒木はゴースト機能を導入した理由について、「格闘ゲームを遊んだことがない人が格闘ゲームを遊んでみたいと考えた時に、他の格闘ゲームにない要素があればより訴求できるのかなと考えまして、その結果生まれた新機能が『GHOST』になります。（後略）」と、2019年6月の4Gamer.netとのインタビューの中で説明している。なお、本作以前に機械学習を導入した例としては、『Dota 2』のOpenAI Fiveが存在するが、規模の大きさや方向性などに差異があったため、開発チームはあまり参考にしなかった。
多彩な動きをする相手と対戦したいと考えた彼らは、プレイヤーが画面の状況を判断してキー入力をしていると解釈し、プレイヤーの動作を機械学習に置き換えるという目標を立てた。当初は勝者が生き残るタイプの強化学習の導入を検討したが、覇王丸が大斬りを放つだけで勝ってしまうことから、導入は見送られた。
プロトタイプは、ソフトウェアライブラリTensorFlowを用いて作成された。このライブラリにはPythonが使われることが多い一方、本作の開発に用いられたUnreal Engine 4はC++で書かれていた。このため、異なる言語で書かれた二つのシステムは、Transmission Control Protocolによるネットワークを経由する形で接続された。本番では、Tensorflowの代わりにEigenというテンプレートライブラリが用いられた。
機械学習の導入にあたり、人間によるプレイデータが必要となり、プランナー2人による1セット50ラウンドの対戦が実施された。しかも、ゲームステートから取得する項目の増加や本体側での技の変更があるたびに、対戦を行う必要があったため、その点に苦労したと泊は前述のイベントの中で振り返っている。また、泊はニューラルネットは微調整が効かない点や、機械学習の規模やゲーム機の性能など様々な事情から人間の動きに似せることが出来なかったことも明らかにした。

### キャラクター設定・選出
稼働初期から登場する既存キャラクターは、時代設定、キャラクターの人気および性能を基準に選定が行われ、覇王丸、ナコルル、牙神幻十郎、柳生十兵衛、ガルフォード、服部半蔵、千両狂死郎、シャルロット、アースクェイク、橘右京、タムタム、徳川慶寅、色の13人が選ばれた。
このうち、ナコルルは、返り血を浴びた姿がインパクトを与えられるとして、全世界向けのプロモーションビデオにも起用された。
また、初期の選出案では、ナコルル以外は全員男性キャラクターだったことから、女性キャラクターが必要だと考えたプロデューサーの小田により、花諷院和狆が候補から外され、色が加わった。
本作に新しいキャラクターを3人出すことは開発の序盤から決定しており、まずは「イケメンの鎧武者」、「怪力の女性」、「風水師」というそれぞれのコンセプトをもとに、キャラクターデザイナーの佐治有倫がデザインを行った。その後、話し合いながら様々な要素を肉付けし、それぞれ鞍馬夜叉丸、ダーリィ・ダガー、呉瑞香として発展させた。また、戦闘面においては、各人が得意とする距離や、長所と短所を明確化した。
「怪力の女性」というコンセプトから発展したダーリィの場合、最初期のデザインはファンタジー色が強すぎるあまり、作品の世界観からかけ離れていた。その後、方向を修正する中で、「怪力の女性」というコンセプトを生かすための試行錯誤が重ねられ、最終的には様々な道具を扱うことから発展する形で「海賊に育てられた船大工」という設定になった。
もう一人の新キャラクターである風水師・瑞香の衣装は中国のテレビドラマなどを参考にデザインされており、衣装に切れ込みを入れ、可愛さだけでなく色気も兼ねそろえたキャラクターとして設定された。佐治は、瑞香をデザインする際、何を強調するのか迷って一番苦労したと電撃オンラインとのインタビューの中で述べている。ドジという設定は、眼鏡を落として探し回るという横山やすしのギャグを連想する形で取り入れられた。当初、瑞香は七星剣と風水羅盤を持たせるという設定だったが、剣を持たせると、剣を武器としていると誤解されるため、最終的には風水羅盤のみとなった。また、リードゲームデザイナーの空中海人は、「遠距離戦を得意とする」というコンセプトを表現するために、瑞香に魔法のようなものを使わせるという設定を考案したとで電撃オンラインとのインタビューの中で述べている。瑞香役には『KOF XIV』で同じく中国人のキャラクターである明天君を演じた劉セイラが起用された。秘奥義の際のセリフは当初日本語だったが、劉の判断により中国語に変更された。
3人目の新キャラクターである義賊・夜叉丸は女性にも受け入れられやすくするため、美男子として設定された。そして、それを示すために、装着している仮面は口元のみを覆うものが使われ、怒り爆発中の時に仮面が外れる演出がとられた。また、夜叉丸は中距離および空中戦を得意とするキャラクターとして設定された。
ダウンロードキャラクターの一人目であるリムルルは、ファンからの人気に加え、ナコルルの対比になることから早い段階で起用が決まっており、可愛らしさを重視した演出がとられた。
いろはは必殺技・夕鶴の舞の表現のしづらさから、初期キャラクターとしての導入が見送られたが、最終的には2020年5月にシーズンパス2のDLCキャラクターとして配信された。
小田は、Gematsuとのインタビューの中で、他作品からのゲストキャラクターの起用を検討していると話している。そして、2020年6月、ユービーアイソフトの『フォーオナー』からウォーデンがシーズンパス2のDLCとして配信された。黒木はウォーデンを選んだ理由として「本作には鎧をがっちり纏ったキャラクターがいなかったため、ウォーデンが本作にとって新鮮であると同時にふさわしいキャラクターだった」とGame Watchとのインタビューの中で説明している。一方で、『フォーオナー』のアクションはリアル寄りであるため、デフォルメされたアクションを主体とする本作と合わせるのに苦労したとも黒木は話している。

### グラフィック
当初、開発チームはリアルなグラフィックデザインを使うことを考えたが、既に多くの格闘ゲームがリアル寄りだったため、その案は見送られた 。その代わり、3Dモデルで細部まで表現出来るようになったことから、華やかなキャラクター表現に力が注がれた。
黒木はUnreal Engineのライター・Jimmy Thangとのインタビューの中で、本作の必殺技は同社の『THE KING OF FIGHTERS』シリーズよりも出しにくいため、必殺技の演出を若干長くしても大丈夫だと判断したと話している。
各キャラクターのエフェクトの多くはEffekseerというオープンソースのエフェクトツールをカスタマイズして作られたほか、刀の残像はMayaを用いて漫画的に描かれた。例えば、複数の刀を武器とする徳川慶寅は、それぞれの刀の残像を柄の色に合わせたり、必殺技で現れる花びらをモデリングするなどの工夫が施された。本作にVFXアーティストとして参加した田代廣幸はUnreal Fest East2019の中で、慶寅の製作に当たっては覇王丸以上の手数がかかったとしたうえで、「3D化の恩恵を最も受けたキャラ」と述べている。
当初ステージは純和風を意識していたが、欧米のSNKのファンを取り込むために、彼らにも理解できるように洋風を一部取り入れた和風へと方針転換した。
加えて、見ている側を飽きさせないようにするため、怒り爆発中、秘奥義や一閃の際に背景が変わる演出が導入された。また、これらの画像が並べてメディアに掲載された際に目立つようにするため、それぞれの場面で違う色使いが取り入れられた。
また、本作ではこれまでよりも残酷表現が抑えられており、この意図について黒木は「今作はゲーム性にもインパクトがあるので、残酷表現に頼らなくてもいけるという思いで制作しました。」と述べており、「ハードな世界観をお伝えする方法として、ストレートすぎるのではなく、皆さんに想像してもらうような形に落とし込んでいます。」とも話している。その一方で、「本当は真っ二つに切断される演出も入れたくはなかったのですが、これがないと『サムライスピリッツ』ではなくなってしまうので。」とも語っている。また、エフェクトを手がけた田代も、昨今の表現規制に配慮しながら製作するのに苦労したと前述のイベントの中で振り返っている。

### 音響デザイン
開発当初の段階で3Dであることしか決まっていなかったため、サウンドチームはリアルな効果音の方が良いだろうと考えていた。だが、実際のモデリングとリアルな効果音がかみ合わなかったことから、最終的にはリアルにしつつも、誇張するという方針が立てられた。
サウンド構築に当たり、開発スタッフは、初期の『サムライスピリッツ』シリーズを意識したうえで、キャラクターごとに異なる音環境を設定した。
本作ではBGMを含めて和楽器が多用されており、演奏が終わった後に効果音の収録が行われた。「一閃」を決めた際などに流れる弦のギリギリした音はその一つであり、この音は『SAMURAI SPIRITS 〜侍魂〜』をヒントに取り入れられた。
また、キャラクターの体力が減った際に息が荒くなる様子も収録されている。

### 音楽
| No. | タイトル                           | 作曲者                 |
| --- | ---------------------------------- | ---------------------- |
| 1   | 我(オープニング)                   | 北直樹                 |
| 2   | 疾風怒濤(メインメニュー)           | 稲毛謙介               |
| 3   | 十六士～壱(キャラクターセレクト1)  | 麻中"SHA-V"秀樹        |
| 4   | 序幕(プロローグ)                   | 北直樹                 |
| 5   | 標(MAP画面)                        | 新世界楽曲雑技団       |
| 6   | 覇王道(覇王丸)                     | 稲毛謙介               |
| 7   | 自然の円舞(ナコルル)               | ZOE                    |
| 8   | 鴉天狗(鞍馬夜叉丸)                 | ZOE                    |
| 9   | 天誅(服部半蔵)                     | 保科潤                 |
| 10  | 勝利                               | 新世界楽曲雑技団       |
| 11  | 死合の果て(リザルト画面)           | 新世界楽曲雑技団       |
| 12  | 楽園より(ダーリィ・ダガー)         | 北直樹                 |
| 13  | 燦燦(呉瑞香)                       | 日野槙邑子             |
| 14  | 不屈の鰭(ガルフォード)             | 北直樹                 |
| 15  | 朧月(橘右京)                       | 保科潤                 |
| 16  | 中間デモ1(ボス復活)                | 日野槙邑子             |
| 17  | 再戦?(コンティニュー)              | 新世界楽曲雑技団       |
| 18  | 挑戦者あり                         | 新世界楽曲雑技団       |
| 19  | お調子六句・再(チュートリアル)     | 麻中"SHA-V"秀樹        |
| 20  | 道場 颯                            | 麻中"SHA-V"秀樹        |
| 21  | 道場 剋                            | 麻中"SHA-V"秀樹        |
| 22  | 道場 慄                            | 麻中"SHA-V"秀樹        |
| 23  | 祭り彩る(簡易エンドクレジット)     | 新世界楽曲雑技団       |
| 24  | 十六士～弐(キャラクターセレクト2)  | 麻中"SHA-V"秀樹        |
| 25  | 座頭(千両狂死郎)                   | 北直樹                 |
| 26  | 竹林の里(柳生十兵衛)               | ZOE                    |
| 27  | 異人・弐(タムタム)                 | 日野槙邑子             |
| 28  | 仏蘭西女(シャルロット)             | 佐々木みのり           |
| 29  | 中間デモ2(ボス登場)                | 日野槙邑子             |
| 30  | 鬼囃子(牙神幻十郎)                 | 麻中"SHA-V"秀樹        |
| 31  | 獄道(アースクェイク)               | HORIHORI a.k.a. DUGIA♪ |
| 32  | 蠢きの刻(色)                       | 麻中"SHA-V"秀樹        |
| 33  | 粋(徳川慶寅)                       | 北直樹                 |
| 34  | 勝利～秘奥義、一閃用               | 新世界楽曲雑技団       |
| 35  | 宿命 -序-(ライバル掛け合いデモ)    | 麻中"SHA-V"秀樹        |
| 36  | 宿命(ライバル戦)                   | 麻中"SHA-V"秀樹        |
| 37  | ボス登場デモ                       | 日野槙邑子             |
| 38  | しずか千年桜(MAP画面・ボス戦前)    | 新世界楽曲雑技団       |
| 39  | 魍魎の舞～第一幕(静御前・第一形態) | ZOE                    |
| 40  | ボス変身デモ                       | 日野槙邑子             |
| 41  | 魍魎の舞～第二幕(静御前・第二形態) | ZOE                    |
| 42  | ボス敗北デモ                       | 日野槙邑子             |
| 43  | 華散るあとに(エピローグ)           | 日野槙邑子             |
| 44  | Revive the Soul(エンドクレジット)  | 稲毛謙介               |

音楽については新曲を中心に制作し、既存キャラクターの楽曲についてはこれまでの人気曲を超えるような新しい代表曲にするという方針が立てられ、一部の音楽は和楽器ユニットHIDE×HIDEが手掛けた。
ストーリーモードのキャラクター選択のBGMについては、過去作のアレンジ版である「十六士～壱」が採用された。同楽曲は暗い雰囲気を持つため、対戦モードでのキャラクター選択BGMには明るい曲調にアレンジした「十六士～弐」が採用された。
当初、チュートリアルモードは別の楽曲を使う予定だったが、黒子の音声を追加したところ楽曲や画面の雰囲気と合わないことが判明したため、急遽サウンドチームの一人である麻中秀樹の提案により「お調子六句」のアレンジ版「お調子六句・再」に差し替えられた。
麻中は色のテーマ曲も手がけており、『SAMURAI SPIRITS 〜侍魂〜』を初出とする色のテーマ曲をネオジオ時代のサウンドに落とし込むかについて悩んだと複数のインタビュー記事の中で振り返っている。
本作のサウンドディレクターは新世界楽曲雑技団の元メンバー・山添浩史（ZOE）が務めており、ナコルル、十兵衛、夜叉丸と静御前のテーマ曲を手がけたのも彼である。
このうち、ナコルルのテーマ曲である「自然の円舞」は、過去のナコルルのテーマ曲「自然の宴」などのフレーズが引用されている。　
また、夜叉丸のテーマ曲は、キャラクターの発展の期待を込めて、山添がかつて手がけたK'チームのテーマ曲である『KD-00XX』シリーズのような作風となった。
呉瑞香とタムタムのテーマ曲は日野槙邑子が担当した。このうち、呉瑞香のテーマ曲は中華とジャズを組み合わせた曲調となっている。　
ダーリィと狂死郎のテーマ曲は北直樹が担当した。このうち、狂死郎のテーマ曲は前半と後半でまったく違う曲調になっている。
エンドクレジット曲の「Revive the Soul」は、大作を表現するために作られた。また、50人斬りや100人斬りを達成した際に流れるエンドクレジット曲「祭り彩る」は過去に使用された楽曲のアレンジである。
ボスキャラクターのテーマ曲は、コーラスによるおどろおどろしさを体感できるようにするため、本作の楽曲群の中で唯一サラウンドに対応している無限死合モードのBGMはインタラクティブミュージックとなっており、キャラクターの体力によって曲が変化する仕組みとなっている。

## 評価
Game Watchの遠藤浩之は、過去の『サムライスピリッツ』のリスペクトに満ちていると評価している。
また、遠藤はレビューにあたり、アーケードスティックとPS4の純正パッドでプレイしたものの、複雑な操作がなく、ボタンの同時押しなどもLRボタンに割り振られているため、どちらも遊びにくいとは感じなかったと評している。